# Пит (Дисней)
Пит (англ. Pete) — мультипликационный персонаж, созданный в 1925 году Уолтом Диснеем и Абом Айверксом. В мультфильмах с участием Микки Мауса он появляется в основном как антагонист. Первоначально Пит был антропоморфным медведем, но с появлением в 1928 году Микки Мауса он превратился в большого чёрного кота. Пит является одним из старейших Диснеевских персонажей, впервые появившись в 1925 году в мультфильме «Alice Solves the Puzzle».
Хотя Пит часто ассоциируется со злодеем, он играл совершенно разные роли — от преступника («The Dognapper») до обычного служащего («Mr. Mouse Takes a Trip»). Иногда Пит играл положительного персонажа с грозным характером («Час симфонии»).

## Семья

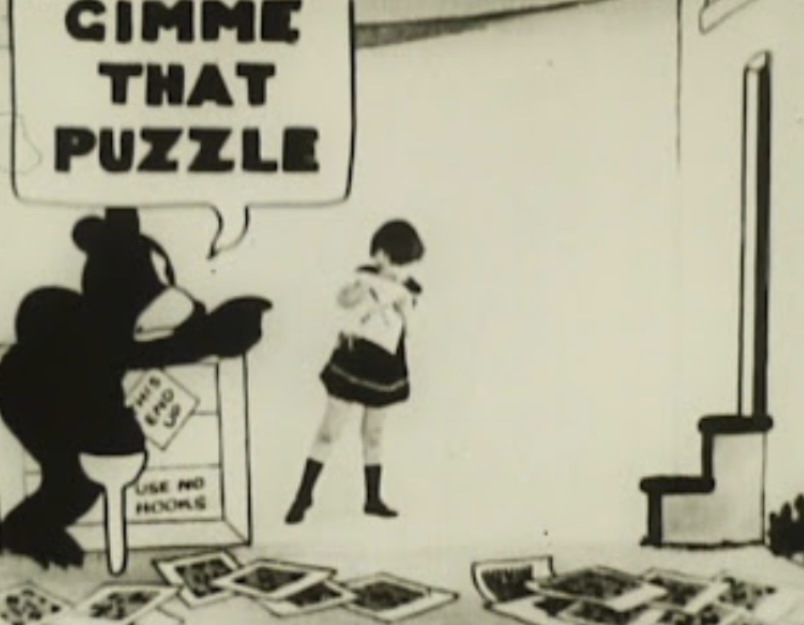

В комиксах Пит изображался потомком различных злодеев, преступников и бандитов. Его мать, известная как Мо Пит, была упомянута в рассказе «Donald Duck Finds Pirate Gold» (опубликованном в 1942 году) как жительница Питтсбурга.
В истории «The River Pirates» (опубликованной в 1968 году) был представлен брат-близнец Пита. В 1998 году в комиксах о Микки Маусе была показана старшая сестра Пита.
В мультсериале «Гуфи и его команда» у Пита были жена Пегг и двое детей — сын Пи Джей (PJ) и дочь Писталь, а сам он живёт по соседству с главным героем.
В серии «Шеф-повар Гуфи» мультфильма «Клуб Микки Мауса» показана бабуля Пита.

## Появления

### Мультфильмы

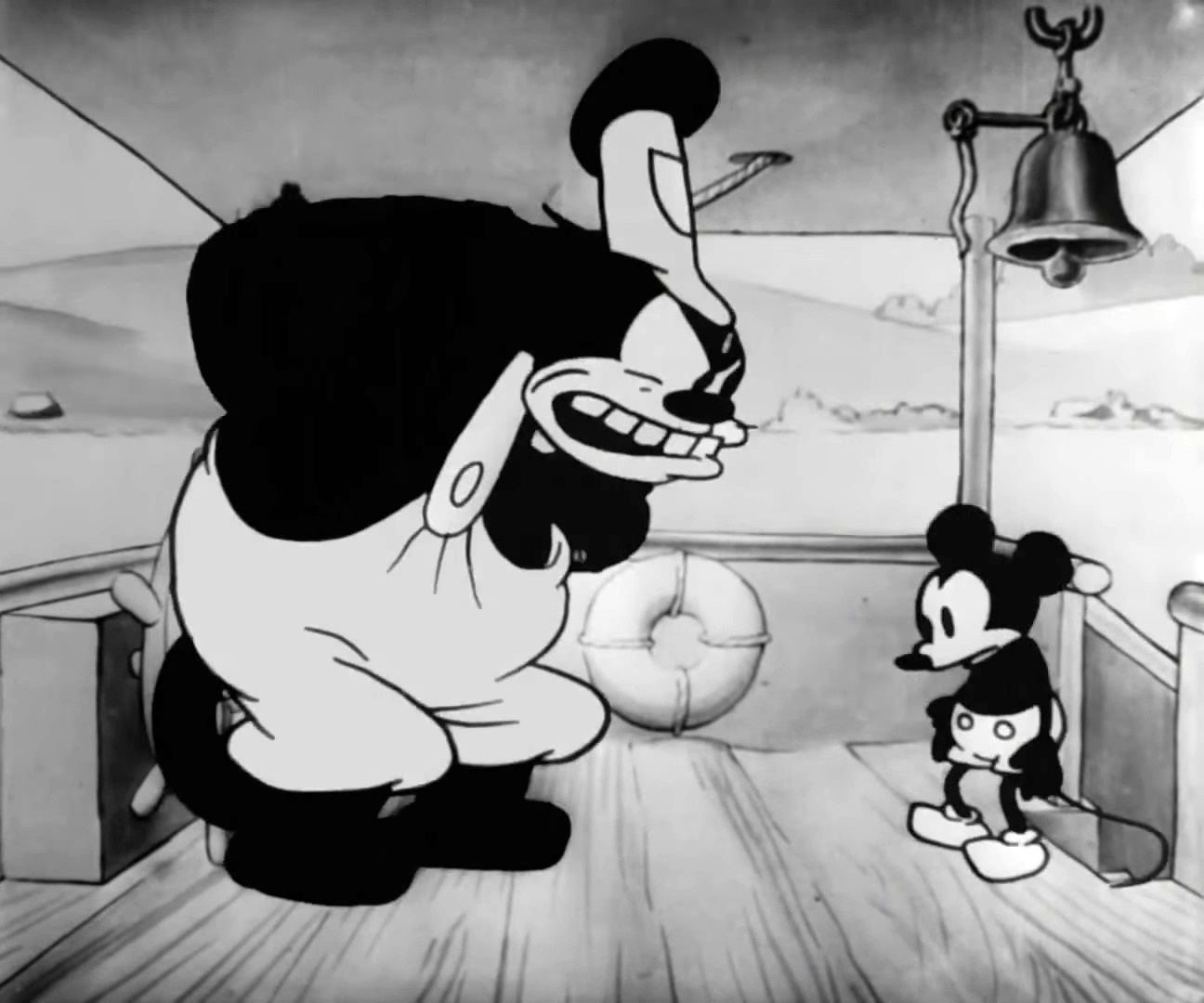
Пит и Микки в мультфильме «Пароходик Вилли» (1928)

Впервые Пит появился в мультфильме «Alice Solves the Puzzle» 1925 года. Угрожающему, похожему на медведя злодею было суждено вернуться на экран.
С 1925 года он появлялся во многих мультфильмах серии «Alice Comedies», таких как «Alice Wins the Derby» (1925), «Alice on the Farm» (1926), «Alice the Gold Bug» (1927), «Alice at the Rodeo» (1927) и др.
С 1928 года, начиная с мультфильмов «Галопом на страусе» и «Пароходик Вилли», Пит появлялся в облике антропоморфного кота. В мультфильмах 1930-х годов он был главным врагом Микки Мауса. Однако, в мультфильме «Час симфонии» (1942) Пит был положительным персонажем.
Пит также появлялся в некоторых мультфильмах с участием Дональда Дака, таких как «Donald’s Lucky Day» (1939), «Donald Gets Drafted» (1942), «The New Neighbor» (1953) и др.
Всего лишь в трёх мультфильмах с участием Гуфи появлялся Пит: «Two Gun Goofy» (1952), «How to be a Detective» (1952) и «Father’s Day Off» (1953). Он также участвовал с Чипом и Дейлом в мультфильме «The Lone Chipmunks» (1954).
В 1983 году вышел мультфильм «Рождественская история Микки», в котором Пит играл роль Духа будущих Святок.
В фильме «Кто подставил кролика Роджера» у Пита была небольшая эпизодическая роль — он играл роль полицейского офицера в Мультауне.
Позже Пит появился в мультфильме «Каникулы Гуфи», где он был лучшим другом Гуфи. Тем не менее, он также был слегка гордым и ворчливым.
Пит появлялся в мультипликационном фильме «Три мушкетёра: Микки, Дональд и Гуфи», как шеф Микки Мауса, Гуфи и Дональда Дака, мечтающих пройти в ряды королевской охраны. Пит был начальником бандитов — братьев Гавс.

### Мультсериалы
- В мультсериале «Утиные истории»
- В мультсериале «Мышиный дом» Пит был главным антагонистом. Он всячески пытался прервать шоу Микки Мауса.
- В мультсериале «Гуфи и его команда» Пит тоже был главным антагонистом — хоть он и простой семьянин и торговец подержанными автомобилями.
- В мультсериале «Клуб Микки Мауса» Пит может играть разные роли. Во многих сериях Пит жадный и ворчливый и иногда совершает нехорошие поступки и мешает главным героям, хотя может иметь и дружелюбный характер. Часто Пит выходит из-за углов, ставит свой стол и просит платить за вход. В других же сериях он может быть вором и злодеем, хотя в конце серии всё равно мирится с Микки и его друзьями.

### Комиксы
Пит неоднократно появлялся в комиксах[каких?].

### Игры
В игре Kingdom Hearts II Пит был помощником Малифисент. Он всячески старается выпустить зло, но ему это не удаётся. В конце Пит вместе с Малифисент помогает Микки и Соре.